# Auzielle
Auzielle es una localidad y comuna francesa situada en el departamento de Alto Garona y la región de Mediodía-Pirineos. Forma parte de la communauté d'agglomération du Sicoval

## Demografía
| 166 | 138 | 410 | 1002 | 1091 | 1558 |
| Para los censos de 1962 a 1999 la población legal corresponde a la población sin duplicidades (Fuente: INSEE [Consultar]) |     |     |      |      |      |